# Сувонкулов, Сохиб Самиевич
Сохиб Самиевич Сувонкулов (тадж. Соҳиб Сувонқулов; 15 сентября 1988 года, Душанбе) — таджикский футболист, защитник. Игрок душанбинского «Истиклола» и национальной сборной Таджикистана.

## Карьера
В 2006—2009 годах выступал за кургантюбинский «Вахш». В 2009 году перешёл в душанбинский «Истиклол» и выступал за данный клуб до середины 2013 года. Тогда же перешёл в азербайджанский «Ряван» и выступал за данный клуб пол сезона и сыграл 7 матчей и забил один гол. В 2014 году перешёл в качестве аренды в «Вахш». В том же году вернулся в «Истиклол».
Играл за молодёжную сборную страны. В 2007 году впервые был вызван в национальную сборную Таджикистана. До сегодняшнего времени сыграл в составе сборной Таджикистана в 40 матчах и забил 3 гола.